# Haaren
Haaren é um município dos Países Baixos, situado na província de Brabante do Norte. Tem 58,56 km² de área e sua população em 2020 foi estimada em 14.316 habitantes.